# Yutaro Masuda
Yutaro Masuda (桝田 雄太郎 Masuda Yutaro?), född 27 mars 1985 i Osaka prefektur, är en japansk fotbollsspelare.
Masuda började sin karriär 2007 i MIO Biwako Shiga. 2013 flyttade han till SC Sagamihara. Han gick tillbaka till MIO Biwako Shiga 2015. Han avslutade karriären 2016.